# 至上人生
《至上人生》（至上の人生，Shijō no jinsei/A Life Supreme）是日本音樂家椎名林檎的第十四張單曲，由Virgin Records於2015年2月25日發行。在跨業合作部分，歌曲「至上人生」更成為日本電視台戲劇「某某妻」的主題曲。
在單曲銷售成績方面，本張單曲在日本Oricon銷售榜上最高位居單週第12名，名列2015年年度銷售榜第585位。而在日本告示牌所公布的告示牌百強單曲榜中，歌曲「至上人生」最高曾名列單週第8名。

## 單曲概要
《至上人生》是椎名林檎繼2014年6月發表《NIPPON》後，睽違八個月的新單曲，同時也是日本電視台戲劇「某某妻」的主題曲。戲劇主題曲「至上人生」是椎名林檎應日劇「某某妻」編劇家遊川和彥及製作群熱烈的邀約之下，量身打造的主題曲。而這也是椎名林檎自個唱時代以來，第五次為戲劇編寫主題曲。
椎名林檎在專訪時表示「至上人生」這首歌曲裡不但描繪出女主角「井納光」的形象，同時也將飾演女主角的柴崎幸和這首歌產生連結，更重要的是透過這首歌曲能夠表現出「愛展現出真誠的自我」的態度。而歌名靈感來自爵士音樂家約翰·柯川的經典作品《A Love Supreme》，從本張單曲封面的英文曲名「A Life Supreme」、斜線及採用的字體等，顯示出椎名林檎向這位現代爵士的大師致敬的痕跡。有趣的是「至上人生」這四個字曾經出現在椎名林檎上一張單曲《NIPPON》的歌詞中。
在單曲發售時程上，新單曲發行的消息最早於2015年1月8日發布椎名林檎將演唱戲劇「某某妻」的主題曲。01月14日為戲劇「某某妻」的首播日，同時也開始鈴聲下載的服務。到了01月28日不但發布單曲封面，也開始接受音樂線上下載的服務。02月12日則在影音網站Youtube上提供音樂視聽的服務。日本於02月25日發行單曲，同時B面曲「底點」的音樂錄影帶也開始提供音樂視聽的服務，台灣則是在02月26日發售台壓版。
最後，在單曲銷售成績方面，本張單曲在發行當週以0.8萬張的銷售量在日本Oricon銷售榜上位居第12名，總計在Oriocn銷售榜上榜5週，累積銷售達1.1萬張，名列2015年年度銷售榜第585位。這也是椎名林檎生涯第一張首週銷量不到一萬的單曲。而在日本告示牌所公布的告示牌百強單曲榜中，歌曲「至上人生」最高曾名列單週第8名。

### 音樂錄影帶
本單曲的A面及B面歌曲製作成是連續的音樂錄影帶，完整名稱為「至上人生～底點」，這樣的手法已經是第二次在椎名林檎演唱生涯中出現。繼單曲《NIPPON》後，導演志賀匠再次利用黑白色調拍攝此音樂錄影帶。在歌曲「至上人生」的音樂錄影帶中，椎名林檎拔去自己的耳機，然後走到演唱的位置開始演唱後，再邊以演唱會拍攝的手法將鏡頭切換至不同的樂手。而當「至上人生」正當快要播畢時，她再次拔去自己的耳機，走到麥克風前演唱B面歌曲「底點」，並顯示「底點」的曲名。當「底點」演唱完後，她走回剛開始在「至上人生」中坐著的座椅上，重新戴上耳機，意味著重新循環一次剛才的音樂錄影帶
。

### 跨業合作
- 「至上人生」

（日本電視台）戲劇‘某某妻’的主題曲

## 批評及評價
三宅正一在日本雜誌《Rockin' On》表示，「至上人生」這首中節奏搖滾的曲風讓他想起椎名林檎以前的創作，像是「Mellow」(2000)。而歌曲的和弦進程及編排則類似電台司令的名曲「Creep」(1992)。三宅正一進一步地認為雖然這首歌曲是為了戲劇「某某妻」的創作，但或許椎名林檎下一張原創專輯會再將本首歌曲收錄，就像歌曲「滿滿的財富」雖然是戲劇「Smile」的主題曲，但最後收錄在專輯《日出處》中。平山雄一則在EMTG上表示這首歌曲是「中節奏搖滾的曲風帶著聲嘶力竭歌聲」的歌曲，他認為這首曲目同樣也適合「至上的」戲劇。

## 曲目
| 椎名林檎【至上人生】 | 椎名林檎【至上人生】 | 椎名林檎【至上人生】 | 椎名林檎【至上人生】 | 椎名林檎【至上人生】 |
| 曲序                 | 曲目                 | 词曲                 | {{{extra_column}}}   | 时长                 |
| -------------------- | -------------------- | -------------------- | -------------------- | -------------------- |
| 1.                   | 至上人生             | 椎名林檎             | 椎名林檎             | 4:12                 |
| 2.                   | 底點                 | 椎名林檎             | 椎名林檎             | 2:48                 |
| 总时长：             | 总时长：             | 总时长：             | 总时长：             | 7:00                 |

### 曲目介紹
1. 至上人生（日语：至上の人生）
  - 無收錄於專輯

1. 底點
  - 無收錄於專輯

## 銷售排行

### Oricon 銷售榜(日本)
《至上人生》於02月25日發行單曲。發行首週，在日本公信榜Oricon的單曲榜2015年2月第4週付的榜單中以8,100張銷售量居單週第十二名。同週冠軍是銷售量突破40萬大關的嵐的「Sakura」，第二、三名分別是東方神起的「櫻花路」、AAA的「Lil' Infinity」兩張單曲。總計《至上人生》總共在日本公信榜Oricon的單曲榜上榜5週，累積銷售達1.1萬張，名列2015年年度銷售榜第585位。
| 名稱                   | Oricon銷售榜 | 初登場 | 初登場 | 最高  | 最高   | 總銷售量 | 累積上榜次數 |
| 名稱                   | Oricon銷售榜 | 排 行  | 銷售量 | 排 行 | 銷售量 | 總銷售量 | 累積上榜次數 |
| ---------------------- | ------------ | ------ | ------ | ----- | ------ | -------- | ------------ |
| 2015年2月25日 至上人生 | 週銷售排行榜 | #12    | 8,100  | #12   | 8,100  | 11,263   | 5週          |
| 2015年2月25日 至上人生 | 月銷售排行榜 | -      | -      | -     | -      | 11,263   | 5週          |
| 2015年2月25日 至上人生 | 年銷售排行榜 | -      | -      | -     | -      | 11,263   | 5週          |

### 其他銷售榜
| 排行榜名稱              | 最高排名 |
| ----------------------- | -------- |
| (日本) CDTV Top 100     | #9       |
| (日本) 告示牌百強單曲榜 | #8       |

## 發行歷史
| 國家 | 發行日期      | 發行形式   | 唱片公司     | 商品編號     |
| ---- | ------------- | ---------- | ------------ | ------------ |
| 日本 | 2015年1月14日 | 鈴聲下載   | Virgin Music | -            |
| 日本 | 2015年1月28日 | 數位下載   | Virgin Music | -            |
| 韓國 | 2015年1月28日 | 數位下載   | 韓國環球音樂 | -            |
| 日本 | 2015年2月25日 | CD         | Virgin Music | TYCT-30039   |
| 台灣 | 2015年2月26日 | CD(台壓盤) | 台灣環球音樂 | 600406553362 |

## 宣傳行程
| 類型 | 日期       | 名稱                        |
| ---- | ---------- | --------------------------- |
| 電視 | 2015/02/27 | 【朝日電視台】MUSIC STATION |
| 電視 | 2015/02/28 | 【TBS】COUNTDOWN TV         |

## 脚注